# Copa de la Reina de Balonmano 2018-19
La Copa de la Reina de Balonmano 2018-19 fue la cuadragésima edición de dicha competición española, celebrada desde el 28 de octubre de 2018 hasta el 28 de abril de 2019. Contó con la participación de seis equipos de la División de Honor B de balonmano femenino y todos los equipos de la Liga Guerreras Iberdrola.
En la primera fase se celebraron los partidos a partido único entre equipos de primera y segunda división, actuando como local el equipo de segunda división. En la segunda fase los encuentros se disputaron a doble partido, enfrentando a todos los equipos de la Liga Guerreras Iberdrola, excepto el campeón vigente y el equipo anfitrión. La fase final del torneo se celebró en el Polideportivo Municipal Lasesarre de Baracaldo. 
El equipo vencedor de la fase final fue el Balonmano Bera Bera, que se impuso por trece goles de diferencia al Aula Alimentos de Valladolid. Con esta victoria el Bera Bera consiguió por sexta vez el torneo de Copa, tras sus triunfos en 2006-07, 2008-09, 2012-13, 2013-14 y 2015-16.

## Equipos clasificados
Disputaron esta edición de la Copa de la Reina los 4 mejores equipos de la pasada campaña en División de Honor Plata Femenina que no ascendieron, junto a los dos descendidos de la Liga Guerreras Iberdrola: Salud Tenerife, Rodríguez Cleba de León, Bfit - Muchoticket Puchi de Puig d'en Valls, Balonmano Base Villaverde de Madrid, Lanzarote Puerto del Carmen y Logroño Sporting La Rioja. Estos equipos comenzaron en la primera fase, disputando la eliminatoria a partido único y actuando como locales.
Contra ellos se enfrentaron los cuatro peores equipos de la Liga Guerreras Iberdrola que no descendieron, más los dos ascendidos: Elche C. F. Mustang, Club Balonmano Porriño, Club Balonmano Morvedre, Club Balonmano Alcobendas, CH Canyamelar Valencia y BM Castellón.
En la segunda fase participaron el resto de equipos de la Liga Guerreras Iberdrola: Rincón Fertilidad Málaga, Aula Alimentos de Valladolid, Rocasa Gran Canaria, Mecalia Atlético Guardés, BM Granollers y Balonmano Bera Bera, exceptuando al equipo campeón del año anterior (Liberbank Gijón) y al anfitrión (Balonmano Zuazo), que se unieron directamente en la fase final.

## Sistema de competición

### Primera fase
La primera fase constó de una eliminatoria a partido único entre doce equipos, de los que pasaron a la siguiente fase los vencedores de dicho encuentro. En todos los encuentros se enfrentaron un equipo de primera división contra uno de segunda, que actuó como local. El sorteo tuvo lugar en el Hotel SPA Palacio de la Llorea de Gijón el 1 de septiembre con la presencia de todos los equipos participantes en esta primera fase.
| 27 de octubre de 2018 20:00 (CET) | Salud Tenerife | 30:35 | Elche C.F. Mustang | Pabellón Municipal del Barrio de la Salud, Santa Cruz de Tenerife |  |

| 27 de octubre de 2018 18:30 (CET) | Rodríguez Cleba | 18:32 | Club Balonmano Porriño | Palacio Municipal de los Deportes de León, León |  |

| 27 de octubre de 2018 20:00 (CET) | Bfit - Muchoticket Puchi | 26:33 | Club Balonmano Morvedre | Polideportivo Municipal de Santa Eulalia, Santa Eulalia del Río |  |

| 27 de octubre de 2018 20:00 (CET) | Balonmano Base Villaverde | 16:33 | Club Balonmano Alcobendas | Centro Deportivo Municipal Plata y Castañar, Madrid |  |

| 27 de octubre de 2018 13:00 (CET) | Lanzarote Puerto del Carmen | 19:26 | CH Canyamelar Valencia | Pabellón Municipal de Tías, Tías |  |

| 28 de octubre de 2018 13:30 (CET) | Logroño Sporting La Rioja | 21:31 | Balonmano Castellón | Pabellón Usos Múltiples Lobete, Logroño |  |

### Segunda fase
Disputaron esta ronda los seis equipos ganadores de la primera fase, más los restantes de primera división, exceptuando al anfitrión y al campeón de la anterior edición, ya clasificados. El sorteo de la segunda fase tuvo lugar en la sede de la Real Federación Española de Balonmano el 16 de noviembre.
| Ida, 19 de enero de 2019, 18:00; | Balonmano Castellón | 23:26 | Rincón Fertilidad Málaga | Pabellón Fernando Ubeda Mir, Castellón de la Plana |  |

| Vuelta, 09 de febrero de 2019, 17:30; | Rincón Fertilidad Málaga | 29:26 | BM Castellón | Pabellón Municipal de Coín, Coín |  |

| Ida, 19 de enero de 2019, 19:30; | CH Canyamelar Valencia | 23:29 | Aula Alimentos de Valladolid | Pabellón Municipal Cabañal, Valencia |  |

| Vuelta, 09 de febrero de 2019, 19:00; | Aula Alimentos de Valladolid | 41:23 | CH Canyamelar Valencia | Pabellón Huerta del Rey, Valladolid |  |

| Ida, 19 de enero de 2019, 20:00; | Club Balonmano Morvedre | 26:26 | Rocasa Gran Canaria | Pabellón René Marigil, Sagunto |  |

| Vuelta, 06 de febrero de 2019, 19:30; | Rocasa Gran Canaria | 31:24 | Club Balonmano Morvedre | Pabellón Antonio Moreno, La Pardilla |  |

| Ida, 19 de enero de 2019, 18:00; | Elche Mustang | 34:21 | Mecalia Atlético Guardés | Pabellón Municipal Carrus, Elche |  |

| Vuelta, 09 de febrero de 2019, 19:00; | Mecalia Atlético Guardés | 31:26 | Elche Mustang | Pabellón de A Sangriña, La Guardia |  |

| Ida, 19 de enero de 2019, 18:00; | Club Balonmano Porriño | 17:30 | BM Granollers | Pabellón Municipal de Porriño, Porriño |  |

| Vuelta, 09 de febrero de 2019, 16:30; | KH-7 BM Granollers | 24:22 | Club Balonmano Porriño | Pabellón de Deportes de Granollers, Granollers |  |

| Ida, 16 de enero de 2019, 20:00; | BM Alcobendas | 21:31 | Balonmano Bera Bera | Pabellón de los Sueños, Alcobendas |  |

| Vuelta, 06 de febrero de 2019, 19:00; | Balonmano Bera Bera | 32:19 | BM Alcobendas | Polideportivo Municipal Bidebieta, San Sebastián |  |

## Fase final

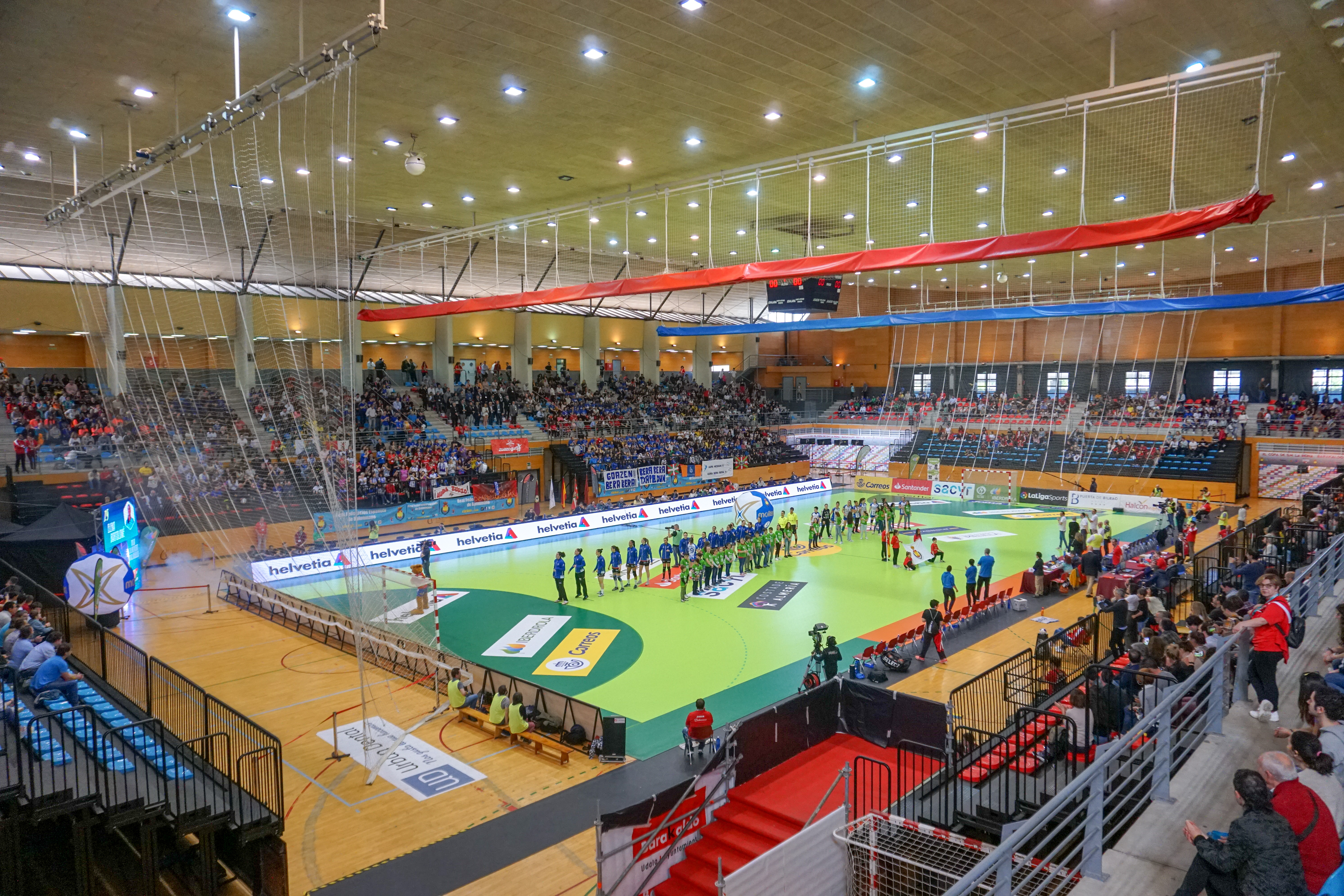
Final de la Copa de la Reina de Balonmano

Todos los partidos se jugaron en el Polideportivo Municipal Lasesarre de Baracaldo. Disputaron esta ronda los seis equipos ganadores de la segunda fase, más el equipo anfitrión (Balonmano Zuazo) y el campeón de la anterior edición (Club Balonmano Gijón). El sorteo tuvo lugar el 29 de marzo en el BIC Bizkaia Ezkerraldea de Baracaldo, mientras que la presentación de los ocho equipos participantes se realizó el 25 de abril en la Torre Iberdrola de Bilbao.
|  | Cuartos de final             | Cuartos de final             | Cuartos de final             |                              |                              | Semifinales                  | Semifinales         | Semifinales         |  |                     | Final               | Final               | Final               |  |
|  | 26 de abril de 2019          | 26 de abril de 2019          | 26 de abril de 2019          |                              |                              | 27 de abril de 2019          | 27 de abril de 2019 | 27 de abril de 2019 |  |                     | 28 de abril de 2019 | 28 de abril de 2019 | 28 de abril de 2019 |  |
|  |                              |                              |                              |                              |                              |                              |                     |                     |  |                     |                     |                     |                     |  |
|  |                              |                              |                              |                              |                              |                              |                     |                     |  |                     |                     |                     |                     |  |
|  | Liberbank Gijón              | Liberbank Gijón              | 23                           |                              |                              |                              |                     |                     |  |                     |                     |                     |                     |  |
|  | Liberbank Gijón              | Liberbank Gijón              | 23                           |                              |                              |                              |                     |                     |  |                     |                     |                     |                     |  |
|  | Rincón Fertilidad Málaga     | Rincón Fertilidad Málaga     | 22                           |                              |                              |                              |                     |                     |  |                     |                     |                     |                     |  |
|  | Rincón Fertilidad Málaga     | Rincón Fertilidad Málaga     | 22                           |                              | Liberbank Gijón              | Liberbank Gijón              | 16                  |                     |  |                     |                     |                     |                     |  |
|  |                              |                              |                              |                              | Liberbank Gijón              | Liberbank Gijón              | 16                  |                     |  |                     |                     |                     |                     |  |
|  |                              |                              | Balonmano Bera Bera          | Balonmano Bera Bera          | 23                           |                              |                     |                     |  |                     |                     |                     |                     |  |
|  | Balonmano Bera Bera          | Balonmano Bera Bera          | Balonmano Bera Bera          | Balonmano Bera Bera          | 23                           | 25                           |                     |                     |  |                     |                     |                     |                     |  |
|  | Balonmano Bera Bera          | Balonmano Bera Bera          |                              |                              |                              |                              |                     |                     |  |                     |                     |                     |                     |  |
|  | Rocasa Gran Canaria          | Rocasa Gran Canaria          | 23                           |                              |                              |                              |                     |                     |  |                     |                     |                     |                     |  |
|  | Rocasa Gran Canaria          | Rocasa Gran Canaria          | 23                           |                              |                              |                              |                     |                     |  | Balonmano Bera Bera | Balonmano Bera Bera | 30                  |                     |  |
|  |                              |                              |                              |                              |                              |                              |                     |                     |  | Balonmano Bera Bera | Balonmano Bera Bera | 30                  |                     |  |
|  |                              |                              | Aula Alimentos de Valladolid | Aula Alimentos de Valladolid | 17                           |                              |                     |                     |  |                     |                     |                     |                     |  |
|  | KH-7 Bm Granollers           | KH-7 Bm Granollers           | Aula Alimentos de Valladolid | Aula Alimentos de Valladolid | 17                           | 21                           |                     |                     |  |                     |                     |                     |                     |  |
|  | KH-7 Bm Granollers           | KH-7 Bm Granollers           |                              |                              |                              |                              |                     |                     |  |                     |                     |                     |                     |  |
|  | Aula Alimentos de Valladolid | Aula Alimentos de Valladolid | 25                           |                              |                              |                              |                     |                     |  |                     |                     |                     |                     |  |
|  | Aula Alimentos de Valladolid | Aula Alimentos de Valladolid | 25                           |                              | Aula Alimentos de Valladolid | Aula Alimentos de Valladolid | 29                  |                     |  |                     |                     |                     |                     |  |
|  |                              |                              |                              |                              | Aula Alimentos de Valladolid | Aula Alimentos de Valladolid | 29                  |                     |  |                     |                     |                     |                     |  |
|  |                              |                              | Club Balonmano Elche         | Club Balonmano Elche         | 28                           |                              |                     |                     |  |                     |                     |                     |                     |  |
|  | Balonmano Zuazo              | Balonmano Zuazo              | Club Balonmano Elche         | Club Balonmano Elche         | 28                           | 21                           |                     |                     |  |                     |                     |                     |                     |  |
|  | Balonmano Zuazo              | Balonmano Zuazo              |                              |                              |                              |                              |                     |                     |  |                     |                     |                     |                     |  |
|  | Club Balonmano Elche         | Club Balonmano Elche         | 24                           |                              |                              |                              |                     |                     |  |                     |                     |                     |                     |  |
|  | Club Balonmano Elche         | Club Balonmano Elche         | 24                           |                              |                              |                              |                     |                     |  |                     |                     |                     |                     |  |
|  |                              |                              |                              |                              |                              |                              |                     |                     |  |                     |                     |                     |                     |  |

### Cuartos de final

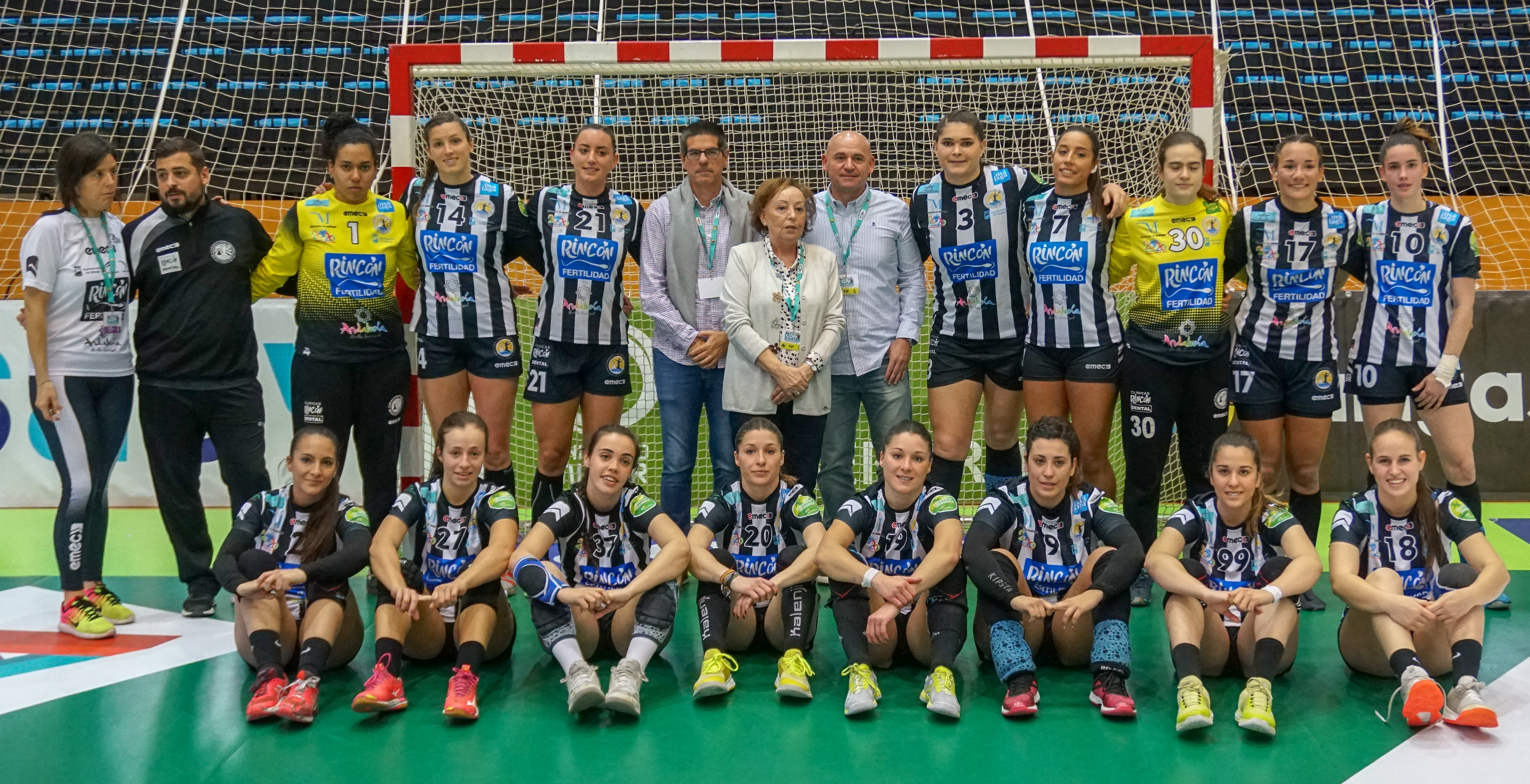
Rincón Fertilidad Málaga tras su partido de cuartos de final

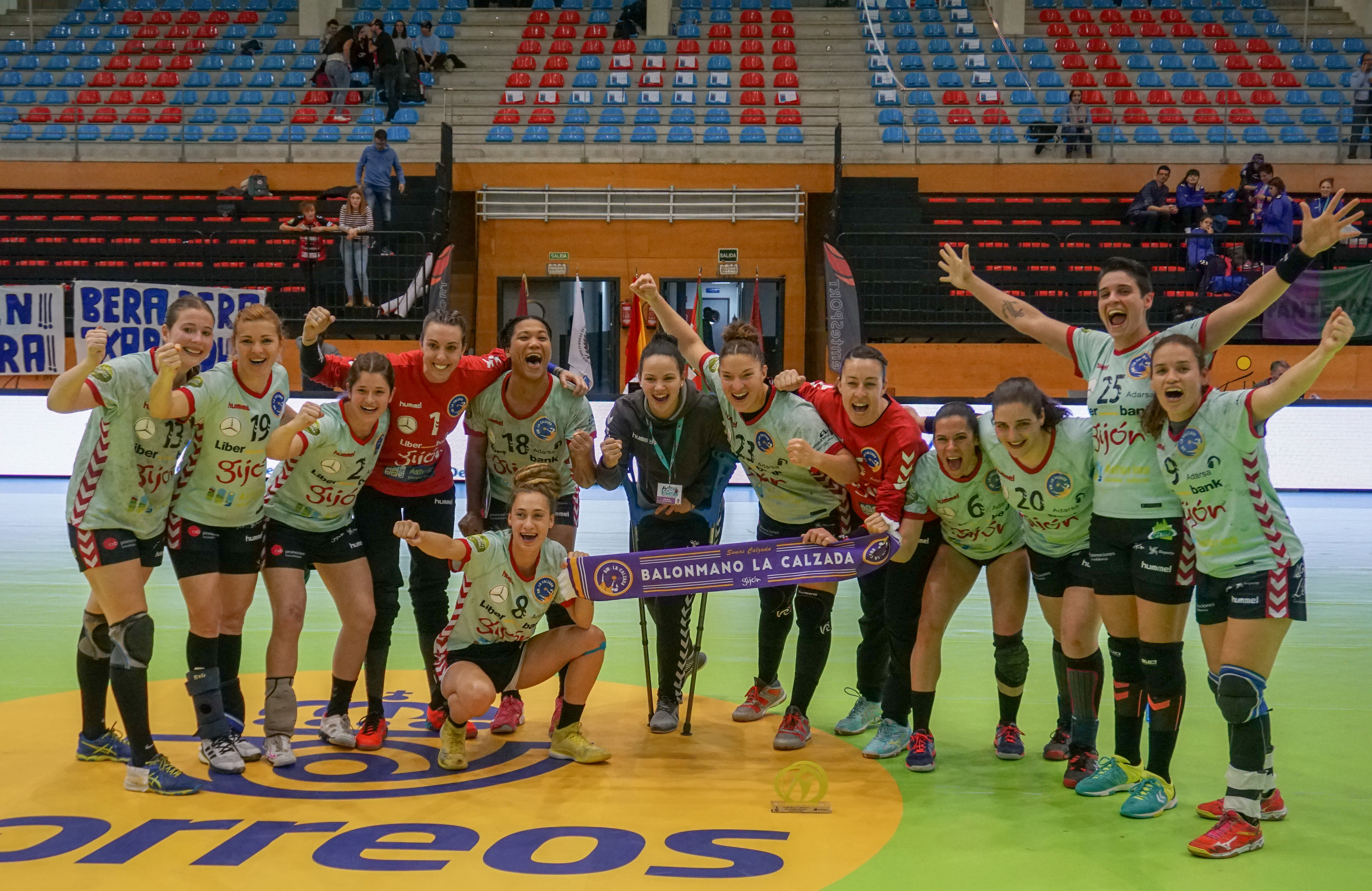
Liberbank Gijón tras ganar su partido de cuartos de final ante el Málaga

El primer partido, que enfrentó al Liberbank Gijón con el Rincón Fertilidad Málaga, se celebró a las 12:30 horas del 26 de abril. El equipo asturiano había conquistado la Copa de la Reina el año anterior y fue por delante en el marcador casi durante todo el partido. Llegó a tener una ventaja de siete goles, pero las andaluzas se recuperaron, se pusieron a un solo gol de sus rivales y tuvieron la última posesión del partido para empatar, aunque no lo consiguieron. En el segundo partido, disputado a las 16 horas, se enfrentaron el Aula Alimentos de Valladolid y el Club Balonmano Granollers. El partido estuvo muy igualado, pero tras el descanso las vallisoletanas estuvieron más acertadas en defensa, y sacaron provecho de la buena forma de su jugadora Elena Cuadrado, que con ocho goles fue la máxima anotadora del encuentro.
En el siguiente partido, celebrado a las 18:30 horas, se enfrentaron el Rocasa Gran Canaria y el Balonmano Bera Bera. El Rocasa comenzó el partido con un parcial de 5-0, pero el Bera Bera fue imponiendo una fuerte defensa para llegar al descanso con empate a doce goles. Con la aportación de Silvia Arderius, con siete goles al término del partido, el Bera Bera logró una ventaja de cuatro goles (22-18) en el minuto 48. El Rocasa volvió a empatar el partido a veintitrés goles, pero el Bera Bera marcó dos goles más y consiguió el pase a las semifinales. El último partido del día, entre el equipo anfitrión, el Balonmano Zuazo, y el Club Balonmano Elche, se celebró a las 21 horas. El Zuazo dominó el marcador las tres cuartas partes del partido, pero Jennifer Gutiérrez, Ana Martínez y Clara Gascó, con diecisiete puntos entre las tres, consiguieron adelantar a su equipo en el último cuarto para terminar ganando el partido por tres goles.

### Semifinales

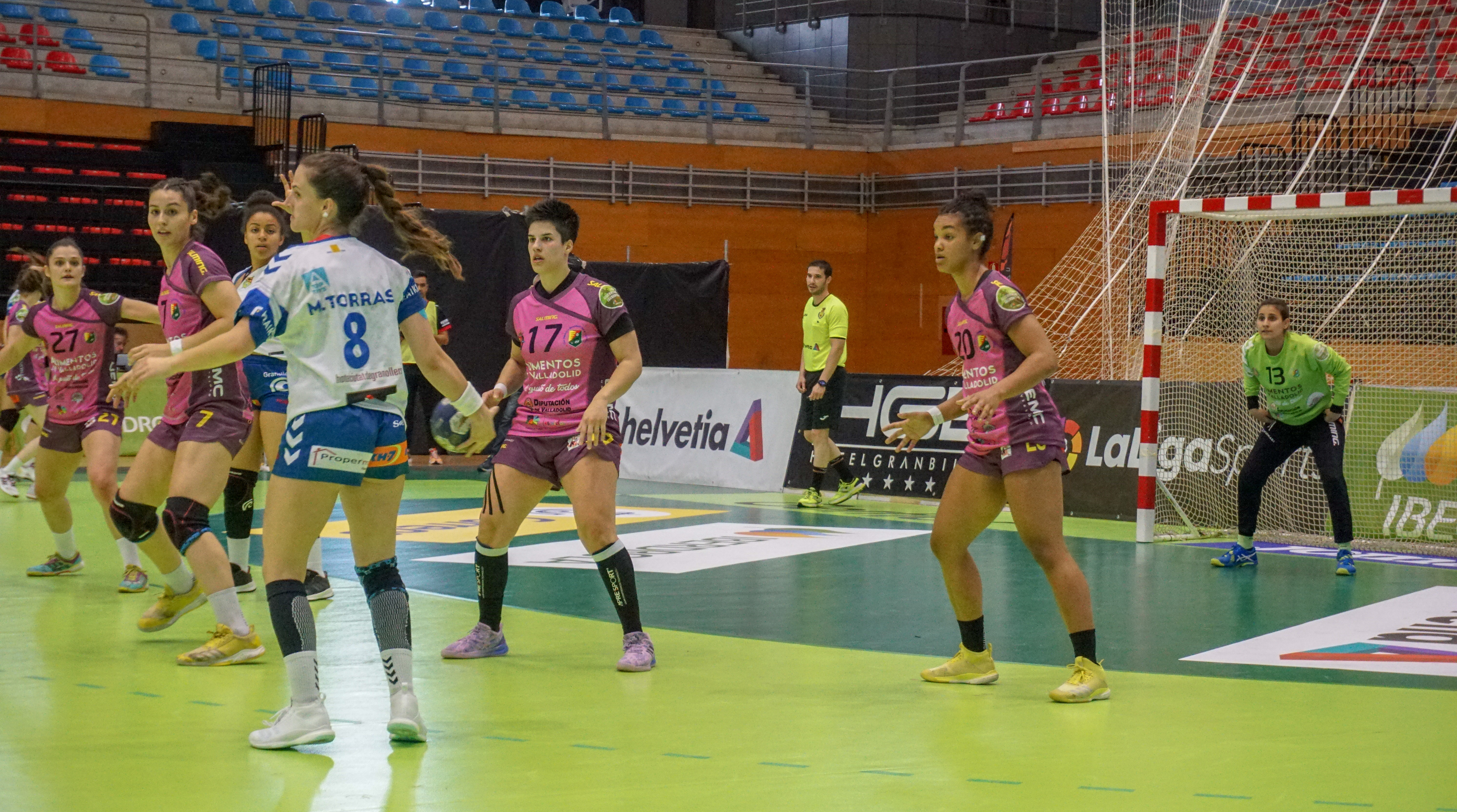
Club Balonmano Granollers y Aula Alimentos de Valladolid en los cuartos de final

En el primer partido de semifinales, celebrado a las 16:15 horas del 27 de abril, el Aula Valladolid ganó en la prórroga al Elche Mustang por 28-29, alcanzando su primera final de Copa en su historia. Por segundo partido consecutivo Elena Cuadrado obtuvo el premio a la jugadora más valiosa del partido, en esta ocasión gracias a sus siete goles, que ayudaron a su equipo a ganar el partido. Al descanso había llegado el Aula Valladolid con una ventaja de 16-12, pero el Elche se recuperó, igualando el partido y forzando la prórroga tras el 25-25 final. Ya en la prórroga, Ángela Nieto y Eli Cesáreo marcaron, para adelantar a su equipo y obtener la victoria final.
En la segunda semifinal se volvían a enfrentar el Bera Bera y el Gijón, tras la final de la Copa de la Reina disputada el año anterior entre ambas. En aquella ocasión logró el título el Gijón, pero en esta ocasión las asturianas no pudieron con las vascas y el gran partido de la portera brasileña Renata Arruda. Al descanso la ventaja era de solo tres goles (11-8), a pesar de los esfuerzos de la portera Raquel Álvarez. En la segunda mitad, el Bera Bera aumentó la diferencia hasta terminar 23-16. El Bera Bera conseguía así jugar su octava final de Copa de la Reina consecutiva.

### Final
La final se jugó a las 13 horas del 28 de abril entre el Bera Bera y el Aula Valladolid. Las jugadoras del equipo vasco se pusieron pronto por encima en el marcador y ya en el minuto 15 disponían de una ventaja de siete goles (10-3). Al descanso se llegó con 18-8, y las jugadoras vallisoletanas no daban indicios de recuperación, aumentándose la diferencia cada vez más, hasta llegar a los quince goles de diferencia a falta de cinco minutos. En los últimos instantes, el Bera Bera jugó con mayor tranquilidad, para terminar imponiéndose por 30-17. Con este título ganaron su sexta Copa de la Reina.

## Minicopa

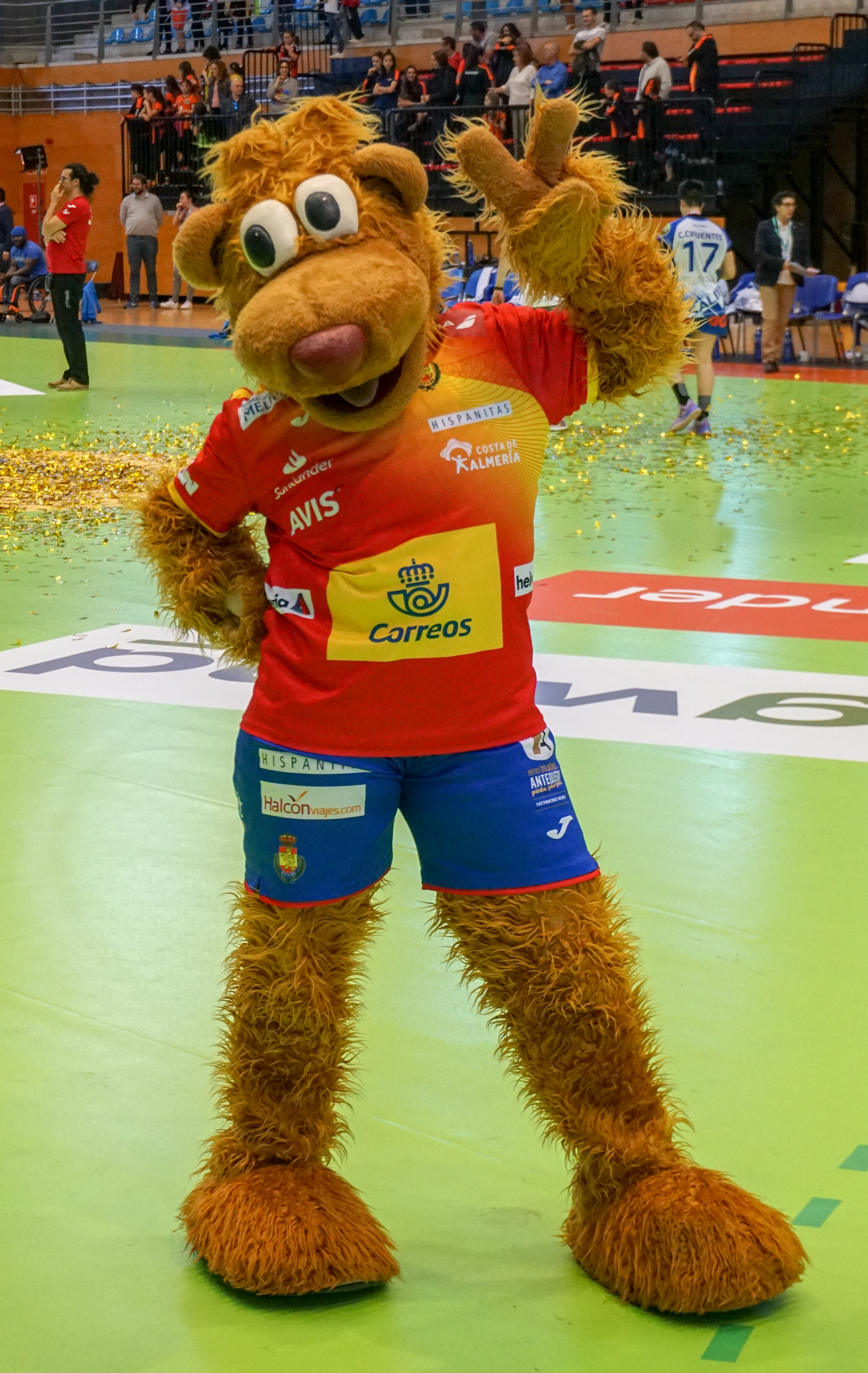
Rosca, la mascota de la Real Federación Española de Balonmano

En la misma sede que la fase final, en Baracaldo, tuvo lugar la tercera edición de la Minicopa Femenina para ocho equipos de categoría cadete. El primer día de esta competición, el 26 de abril, se jugaron los partidos en el Polideportivo Municipal de Gorostiza, mientras que el resto de partidos tuvieron lugar en el Polideportivo Municipal Lasesarre. Se formaron dos grupos, en el A jugaron Zuazo Cadete, Elche Rros Imagen, Aula Valladolid y Rincón Dental Málaga Norte, mientras en que el B lo hicieron Lacturale Bera Bera, Balonmano Rocasa, Liberbank Gijón y KH-7 Granollers.
Tras las tres jornadas disputadas en el torneo, el Rincón Dental Málaga Norte y el BMC Liberbank Gijón se clasificaron para la final, disputada el 28 de abril a las 10:45 horas en el Polideportivo Lasesarre. Las asturianas se pusieron rápidamente por delante en el marcador y llegaron al descanso con una ventaja de 11-6. En la segunda mitad el Gijón mantuvo su superioridad, adjudicándose el título por 25-17.

## Premios
Por primera vez en la historia, los premios en la Copa del Rey y de la Reina fueron los mismos. La Real Federación Española de Balonmano repartió un total de 71 000 euros para las dos competiciones, otorgando 1800 euros a los equipos que superaron la primera ronda, 3300 a los que llegaron a semifinales, 4800 al finalista y 5800 al vencedor de la copa.